# Cupa României 2015/16
Die Cupa României 2015/16 war die 78. Ausspielung des rumänischen Pokalwettbewerbs. Im Finale setzte sich CFR Cluj im Elfmeterschießen gegen Dinamo Bukarest durch und gewann damit zum vierten Mal den Pokal.

## Modus
Die Klubs der Liga 1 stiegen erst in der Runde der letzten 32 Mannschaften ein. Es wurde jeweils nur eine Partie ausgetragen, das Halbfinale wurde in Hin- und Rückspiel entschieden. Fand nur eine Partie statt und stand diese nach 90 Minuten unentschieden oder konnte in beiden Partien unter Berücksichtigung der Auswärtstorregel keine Entscheidung herbeigeführt werden, folgte eine Verlängerung von 30 Minuten. Falls danach noch immer keine Entscheidung gefallen war, wurde die Entscheidung im Elfmeterschießen herbeigeführt.

## Sechzehntelfinale
| Datum              |                          | Ergebnis              |                          |
| ------------------ | ------------------------ | --------------------- | ------------------------ |
| 22. September 2015 | UTA Arad                 | 1:1 n. V. (1:3 i. E.) | Pandurii Târgu Jiu       |
|                    | CS Balotești             | 0:1 n. V.             | CFR Cluj                 |
|                    | Bucovina Pojorâta        | 1:4                   | ASA Târgu Mureș          |
|                    | FC Viitorul Constanța II | 2:1                   | FC Academica Clinceni    |
|                    | ACS Berceni              | 1:1 n. V. (2:4 i. E.) | CSMS Iași                |
|                    | CSM Râmnicu Vâlcea       | 0:2                   | ACS Poli Timișoara       |
| 23. September 2015 | SC Bacău                 | 1:1 n. V. (5:3 i. E.) | CS Universitatea Craiova |
|                    | Unirea Brânceni          | 0:5                   | Astra Giurgiu            |
|                    | CS Mioveni               | 1:3                   | FC Botoșani              |
|                    | FCM Baia Mare            | 1:0                   | FC Voluntari             |
|                    | Rapid CFR Suceava        | 0:2                   | FC Brașov                |
|                    | Unirea Tărlungeni        | 0:6                   | Petrolul Ploiești        |
|                    | Ripensia Timișoara       | 0:2                   | FC Viitorul Constanța    |
| 24. September 2015 | Dacia Unirea Brăila      | 2:3                   | Dinamo Bukarest          |
|                    | ASA Târgu Mureș II       | 0:4                   | CS Concordia Chiajna     |
|                    | Universitatea Cluj       | 0:1                   | Steaua Bukarest          |

## Achtelfinale
| Datum            |                          | Ergebnis              |                   |
| ---------------- | ------------------------ | --------------------- | ----------------- |
| 27. Oktober 2015 | FC Brașov                | 3:4 n. V.             | Astra Giurgiu     |
|                  | CS Concordia Chiajna     | 1:2                   | CSMS Iași         |
|                  | ACS Poli Timișoara       | 2:1                   | Petrolul Ploiești |
| 28. Oktober 2015 | SC Bacău                 | 0:1                   | ASA Târgu Mureș   |
|                  | FC Viitorul Constanța II | 0:1                   | CFR Cluj          |
|                  | Pandurii Târgu Jiu       | 2:3                   | Dinamo Bukarest   |
| 29. Oktober 2015 | FC Viitorul Constanța    | 1:0                   | FC Botoșani       |
|                  | FCM Baia Mare            | 1:1 n. V. (1:4 i. E.) | Steaua Bukarest   |

## Viertelfinale
| Datum             |                       | Ergebnis              |                 |
| ----------------- | --------------------- | --------------------- | --------------- |
| 15. Dezember 2015 | ACS Poli Timișoara    | 1:1 n. V. (6:7 i. E.) | ASA Târgu Mureș |
|                   | Dinamo Bukarest       | 2:1                   | Astra Giurgiu   |
| 16. Dezember 2015 | CSMS Iași             | 1:2                   | CFR Cluj        |
| 17. Dezember 2015 | FC Viitorul Constanța | 0:1                   | Steaua Bukarest |

## Halbfinale
| Datum                  |                 | Gesamt    |                 | Hinspiel | Rückspiel |
| ---------------------- | --------------- | --------- | --------------- | -------- | --------- |
| 3. März/20. April 2016 | Dinamo Bukarest | (a)2:2(a) | Steaua Bukarest | 0:0      | 2:2       |
| 2. März/21. April 2016 | ASA Târgu Mureș | 0:2       | CFR Cluj        | 0:0      | 0:2       |

## Finale
| Dinamo Bukarest                            | Dinamo Bukarest | CFR Cluj | CFR Cluj |
| ------------------------------------------ | --- | --- | -------- |
| Dinamo Bukarest                            | \| 17. Mai 2016 in Bukarest (Arena Națională) \| \| Ergebnis: 2:2 n. V., 4:5 i. E. \| \| Schiedsrichter: Ovidiu Hațegan \| | \| 17. Mai 2016 in Bukarest (Arena Națională) \| \| Ergebnis: 2:2 n. V., 4:5 i. E. \| \| Schiedsrichter: Ovidiu Hațegan \| | CFR Cluj |
| Dinamo Bukarest                            | Vytautas Černiauskas - Steliano Filip, Ante Puljić, Miha Mevlja, Sergiu Hanca (73. Andrei Marc) - Paul Anton, Romario Kortzorg (75. Valentin Lazăr), Eric Bicfalvi, Antun Palić (83. Ionuț Nedelcearu), Dorin Rotariu - Harlem Gnohéré Cheftrainer: Mircea Rednic | Alexandru Marc - Camora, Ionuț Larie, Andrei Mureșan, Tiago Lopes - Tomislav Gomelt (46. Cristian López), Davide Petrucci, Antonio Jakoliš, Juan Carlos - Bryan Nouvier (80. Vítor Bruno), Cristian Bud (59. Steve Beleck) Cheftrainer: Toni | CFR Cluj |
| Dinamo Bukarest                            | 1:0 Harlem Gnohéré (23.) 2:0 Eric Bicfalvi (36.) | 2:1 Juan Carlos (47.) 2:2 Cristian López (89.) | CFR Cluj |
| Dinamo Bukarest                            | Elfmeterschießen | | CFR Cluj |
| Dinamo Bukarest                            | 1:0 Bicfalvi 2:1 Gnohéré 3:2 Anton 4:3 Lazăr 0 Rotariu | 1:1 López 2:2 Lopes 3:3 Beleck 4:4 Petrucci 4:5 Juan Carlos | CFR Cluj |
| Dinamo Bukarest                            | Sergiu Hanca (33.), Romario Kortzorg (67.), Ionuț Nedelcearu (90.+5') | Andrei Mureșan (23.), Tiago Lopes (70.), Bryan Nouvier (79.), Davide Petrucci (86.), Antonio Jakoliš (119.) | CFR Cluj |
| 17. Mai 2016 in Bukarest (Arena Națională) | | |          |
| Ergebnis: 2:2 n. V., 4:5 i. E.             | | |          |
| Schiedsrichter: Ovidiu Hațegan             | | |          |